# Kepler-46
 (juin 2025).
Désignations
Kepler-46 est une étoile située dans la constellation de la Lyre, à environ 777,06 parsecs de la Terre.

## Caractéristiques physiques
Sa température effective est d'environ 5155 K.
Sa masse est estimée à 0,9 fois celle du Soleil.
Son rayon est d'environ 0,94 fois celui du Soleil.
Sa luminosité est d'environ 0,56 fois celle du Soleil.

## Observation
Ses coordonnées célestes sont : ascension droite 19h 17m 04,50s, déclinaison +42° 36′ 15,05″.

## Système planétaire
| Planète     | Masse   | Demi-grand axe (ua) | Période orbitale (jours) | Excentricité | Inclinaison | Rayon   |
| ----------- | ------- | ------------------- | ------------------------ | ------------ | ----------- | ------- |
| Kepler-46 b | 6,00 MJ | 0,20                | 33,60                    | 0,010        | 89,04°      | 0,81 RJ |
| Kepler-46 c | 0,38 MJ | 0,28                | 57,01                    | 0,015        | 87,40°      | 1,21 RJ |
| Kepler-46 d | 0,01 MJ | 0,07                | 6,77                     | 0,000        | 88,51°      | 0,15 RJ |